# Danh sách thần đồng
Đây là một danh sách những người, thường là vào lúc dưới 15 tuổi, biểu hiện tài năng ở mức độ của người lớn và vượt trội ở một lĩnh vực nào đó và được gọi là thần đồng.

## Toán học và khoa học

### Toán học
VDŨNGsobad(2006-bất tử) vua của mọi loại thần đồng
- Maria Agnesi (1718–1799) có một đường cong toán học đặt theo tên bà là Witch of Agnesi.
- Theodore Kaczynski: (sinh 1942) hoàn tất chương trình Trung học năm 15 tuổi với khả năng toán học vượt trội, viết một bài báo cho Hiệp hội Toán học Hoa Kỳ (Mathematical Association of America) năm 1977, quyển Selected Papers in Algebra ("Another Proof of Wedderburn's Theorem"—1964).
- Johann III Bernoulli: (1744–1807) trở thành tiến sĩ năm 13 tuổi.
- Alexis Clairaut: (1713–1765) ở tuổi 13, trình bày trước Viện hàn lâm Pháp về bốn đường cong mà ông phát hiện.
- Leonhard Euler (1707–1783) học trò của Johann Bernoulli, người nhanh chóng phát hiện tài năng của học trò mình.
- Paul Erdős (1913–1996) tự phát hiện ra số âm khi 3 tuổi.
- Louis Crane học sau đại học ngành toán ở tuổi 14, sau đó trở thành giáo sư trường Đại học Kansas State và nhà nghiên cứu sức hút lượng tử.
- Carl Friedrich Gauss (1777–1855) phát hiện toán học quan trọng ở tuổi thiếu niên.
- Sir William Rowan Hamilton, (1805–1865) một nhà toán học, biết nhiều ngôn ngữ.[1]
- Srinivasa Ramanujan (1887–1920) người hầu như không được đào tạo về toán thuần túy (pure mathematics), đã có cống hiến căn bản cho phân tích toán học, lý thuyết số, chuỗi vô hạn và liên phân số.
- William James Sidis (1898–1944) năm 11 tuổi phá kỷ lục năm 1909 khi trở thành người nhỏ tuổi nhất vào Đại học Harvard.
- Terence Tao (sinh 1975) năm 9 tuổi học đại học ngành toán trở thành giáo sư năm 24 tuổi.
- John von Neumann (1903–1957) năng khiếu về ngôn ngữ, trí nhớ và toán học.
- Blaise Pascal (1623-1662) nhà toán học, vật lý học và triết học tôn giáo Pháp, viết luận thuyết về vật thể dao động khi 9 tuổi, phép chứng minh đầu tiên của ông được viết bằng một mẫu than trên tường năm 11 tuổi và một định lý năm 16 tuổi. Nổi tiếng về định lý Pascal và nhiều cống hiến khác trong toán học, vật lý và triết học.
- Arthur Rubin (sinh 1956) trở thành người 4 lần nhận giải cuộc thi William Lowell Putnam ở tuổi 17.
- Alia Sabur (sinh 1989) nhận bằng đại học năm 14 tuổi và trở thành giáo sư ở tuổi 18.
- Michael Viscardi (sinh 1989) đăng hai bài báo về bài toán Dirichlet lúc 17 tuổi.
- Per Enflo (sinh 1944) nhà toán học [2]
- Sufiah Yusof (sinh 1984) cô gái người Malaysia, được nhận vào trường St. Hilda thuộc Đại học Oxford năm 1997 để học toán ở tuổi 12.[3]
- Norbert Wiener (1894–1964) bắt đầu học sau đại học năm 14 tuổi ở Đại học Harvard và bảo vệ xong luận án tiến sĩ về lô-gíc toán ở tuổi 18.
- Ruth Lawrence: (sinh 1971) tốt nghiệp Oxford năm 13 tuổi và có bằng tiến sĩ năm 17 tuổi và trở thành ủy viên trẻ ở Harvard năm 19 tuổi.

#### Tính nhẩm
Chú ý: nhiều nhà toán học đều là những nhà tính nhẩm khi còn nhỏ. Phần này chủ yếu liệt kê các thần đồng hoặc chủ yếu được biết đến về khả năng tính nhẩm. Chú ý rằng tính nhẩm đôi khi giống như năng khiếu hơn là thần đồng. Họ có năng khiếu không có ở người lớn và có thể không hiểu nhiều về toán học.
- Shakuntala Devi (sinh 1939) khả năng của bà được ghi nhận năm 3 tuổi.[4]
- John von Neumann (1903–1957)[5][6]
- Alexis Lemaire (sinh 1980) kỷ lục tính nhẩm nổi tiếng nhất.[7]

### Vật lý
- Galileo Galilei là thần đồng với năng khiếu tổng hợp như Leonardo Da Vinci.[8]
- Denis Krasnov (tiếng Nga: Денис Владимирович Краснов) từ Liên Xô. Ông được nhận vào Viện vật lý Kỹ thuật Moscow năm 13 tuổi.[9]
- Tathagat Avatar Tulsi nhận bằng đại học năm 10 tuổi[10]
- Kim Ung-Yong học đại học ngành vật lý năm 4 tuổi và nhận bằng tiến sĩ vật lý trước 16 tuổi.[11]
- Song Yoo-geun vào đại học ở tuổi lên 8.[12]

### Cơ học
- Karl Benz năm 9 tuổi học Đại học Bách khoa với sự giới thiệu của Ferdinand Redtenbacher và năm 15 tuổi đậu kỳ thi đầu vào kỹ sư cơ học tại Đại học Karlsruhe.

### Y khoa
- Balamurali Ambati tốt nghiệp Trung học năm 11 tuổi, sinh viên năm 12 tuổi và trở thành bác sĩ năm 17 tuổi.[13]
- Akrit Jaswal – thực hiện giải phẫu một bé gái năm 7 tuổi.
- Avicenna thuộc kinh Cô-ran năm 10 tuổi và học y khoa năm 13 tuổi.[14]
- Sho Yano học đại học năm 9 tuổi và tốt nghiệp năm 12 tuổi từ Đại học Loyola Chicago. Năm đó, ông vào học trường Y khoa Pritzker.[15]

### Tâm lý
- Jean Piaget đăng một bài báo về chim sẻ bạch tạng năm 11 tuổi và sau này trở thành một nhà tâm lý học.[16]

## Nghệ thuật

### Diễn xuất/đạo diễn
Chú ý: phần này hầu như giới hạn đối với những diễn viên hoặc đạo diễn trẻ em được tôn vinh hoặc nhận những giải thưởng khi so tài với người lớn hoặc được coi là thần đồng. 
- William Henry West Betty đã gây ấn tượng mạnh với vai Voltaire và Shakespeare.[17][18]
- Jackie Cooper người nhỏ tuổi nhất được đề cử Giải Oscar cho nam diễn viên chính xuất sắc nhất khi 9 tuổi.[19]
- Quinn Cummings được đề cử giải Oscar và giải Quả cầu vàng năm 10 tuổi.[20] Cô hiện là một nữ doanh nhân và một blogger.
- Brandon De Wilde năm 7 tuổi là đứa trẻ đầu tiên nhận giải thưởng Donaldson; tài năng của cậu được tôn vinh bởi John Gielgud trong những năm sau đó.[21] Cậu được đề cử Giải Oscar cho nam diễn viên phụ xuất sắc nhất năm 11 tuổi trong phim Shane.[22]
- Jodelle Ferland được đề cử giải Emmy lúc 4 tuổi và 12 tuổi được đề cử giải thưởng Genie cho vai nữ chính.[23]
- Justin Henry người nhỏ tuổi nhất được đề cử Giải Oscar cho nam diễn viên phụ xuất sắc nhất khi 8 tuổi.[22]
- Patty McCormack được đề cử Giải Oscar cho nam diễn viên phụ xuất sắc nhất khi 11 tuổi, trong thời kỳ mà diễn viên trẻ em có thể được đề cử giải Thiếu niên (Juvenile Award).[24]
- Frankie Michaels 11 tuổi được ca ngợi [25] và nhận giải Tony cho diễn viên chọn lọc xuất sắc ở phim ca nhạc.[26]
- Tatum O'Neal đạt giải Giải Oscar cho nữ diễn viên phụ xuất sắc nhất khi 10 tuổi cho bộ phim Trăng giấy (Paper Moon) năm 1973, trở thành người nhỏ tuổi nhất từng đạt giải Oscar thường lệ.[20]
- Haley Joel Osment được đề cử Giải Oscar cho nam diễn viên phụ xuất sắc nhất khi 11 tuổi.[22][27]
- Anna Paquin đạt giải Giải Oscar cho nữ diễn viên phụ xuất sắc nhất khi 11 tuổi.[20][28]
- Ricky Schroder đạt giải Quả cầu vàng năm 9 tuổi và là người nhỏ tuổi nhất từng đạt giải này.[29]
- Shirley Temple thể hiện năng khiếu diễn xuất và nhảy tap (tap dance) lúc 5 tuổi. Năm 7 tuổi, cô đạt giải Oscar đặc biệt. Cô được tạp chí Time mô tả là một thần đồng vào năm 1936.[30]
- Ernest Truex đóng vai Shakespeare lúc 6 tuổi.[31][32]

### Âm nhạc
Xem Danh sách thần đồng âm nhạc.

### Văn học
- Christopher Marlowe: khi còn nhỏ đã thu hút sự chú ý của Matthew Parker.[33] tên ông được đặt cho lý thuyết Marlovian của trường phái Shakespearean (Shakespearean authorship).
- Alexander Pope: là một nhà thơ thần đồng.[34] Ông là tác giả được trích dẫn nhiều thứ ba trong Từ điển Danh ngôn Oxford, sau Shakespeare và Tennyson.
- Ervin Hatibi đăng những bài thơ đầu tiên ở tuổi 14 trên một số tạp chí lớn, và ở tuổi 15 xuất bản quyển sách đầu tay được đánh giá cao.
- Adora Svitak xuất bản quyển sách đầu tiên năm 7 tuổi.
- William Cullen Bryant đăng tác phẩm năm 10 tuổi và năm 13 tuổi xuất bản quyển sách thơ về chấm biếm chính trị.[35]
- Thomas Chatterton trở thành nhà thơ năm 11 tuổi và nổi tiếng năm 12 tuổi.[36][37]
- Lucretia Maria Davidson sáng tác vài bài thơ được ca ngợi năm 11 tuổi và mất năm 16 tuổi.[38]
- Marjorie Fleming đăng thơ trước khi mất năm 8 tuổi.
- H. P. Lovecraft ngâm thơ năm 2 tuổi và viết những bài thơ dài năm 5 tuổi.[39][40]
- Lope de Vega viết vở kịch đầu tiên năm 12 tuổi.[41][42] Cậu có thể đọc chữ Latin năm 5 tuổi và dịch thơ Latin năm 10 tuổi.
- Maulvi Ghulam Rasool xuất bản quyển sách đầu tiên năm 14 tuổi.
- Dnyaneshwar
- Harold Bloom nhà phê bình văn học Hoa Kỳ và giáo sư ngành nhân văn tại đại học Yale, thể hiện khả năng thần đồng trong việc đọc nhanh và nhớ hầu như tất cả mọi thứ khi còn nhỏ.[43][44]

### Nghệ thuật thị giác
- Leonardo da Vinci
- Antonio Rotta là một họa sĩ Ý, chủ yếu là các môn thể loại. Ông là một đứa trẻ sớm, vào năm thứ tám, ông bắt đầu vẽ chân dung giấy da và than thực phẩm từ các tiệm bánh ngọt, chân dung của gia đình mà ông làm việc như một người học việc, mồ côi, với phong cách và chất lượng tuyệt vời đã dẫn ông trở thành một trong những họa sĩ lớn của Ý vào thế kỷ XIX.
- Pablo Picasso vẽ bức Picador năm 8 tuổi. Xem danh sách tác phẩm của Picasso.
- Gian Lorenzo Bernini năm 7 tuổi thu hút sự chú ý của giáo hoàng Paul V bằng bức tranh phác thảo. Cậu cũng điêu khắc anh hùng thánh Lawrence năm 16 tuổi.
- Albrecht Dürer
- Jacques Henri Lartigue nhà nhiếp ảnh Pháp có nhiều tác phẩm sáng tác thời còn nhỏ được công nhận là xuất chúng khi ông đã 69 tuổi.
- Jan Lievens học việc năm 8 tuổi và trở thành một họa sĩ độc lập năm 12 tuổi.[45]
- John Everett Millais là một họa sĩ từng là thành viên của Viện hàn lâm Hoàng gia năm 11 tuổi.[46][47]
- Alexandra Nechita họa sĩ có triển lãm riêng năm 8 tuổi.[48]
- Akiane Kramarik họa sĩ công giáo có triển lãm riêng năm 9 tuổi.
- Kieron Williamson họa sĩ tranh màu nước 7 tuổi người Anh có triển lãm thứ hai bán hết tất cả các tranh chỉ sau 14 phút, giá trị lên đến 18.200 bảng cho 16 tranh.[49]
- Wang Yani có tranh in trên bộ tem bưu chính năm 6 tuổi và trong triển lãm trong bảo tàng trên thế giới năm 12 tuổi.
- Zhu Da (Chu Đạp) trở thành nhà thơ năm 7 tuổi và sau này cũng là họa sĩ.[50][51]
- Kieron Williamson họa sĩ 7 tuổi của Vương quốc Anh có tranh bán với giá 900 bảng.

## Nhân văn

### Học thuật
- Michael Kearney có nhiều bằng cấp đầu tiên năm 10 tuổi và trở thành giảng viên đại học năm 17 tuổi.[52][53]
- Gregory R. Smith học đại học năm 10 tuổi và được đề cử giải Nobel hòa bình lần đầu năm 12 tuổi.[54][55]
- Colin Maclaurin học Đại học Glasgow ngành thần học năm 11 tuổi và đến 19 tuổi 7 tháng, năm 1717 cậu trở thành giáo sư toán học giữ kỷ lục giáo sư trẻ nhất thế giới lúc đó. Kỷ luật bị phá bởi Alia Sabur, 18 tuổi, tháng 3 năm 2008, cô trở thành giáo sư trẻ nhất thế giới lúc đó..
- Alexander Faludy là sinh viên đại học nhỏ tuổi nhất tại Đại học Cambridge năm 1998 kể từ 1773.[56][57]
- Kevin Rolle học Đại học Bắc Caribbe ở Mandeville, Jamaica năm 12 tuổi.

### Lãnh đạo, giảng dạy và phúc âm
- Aman Rehman từng làm 1000 bộ phim hoạt hình bắt đầu từ lúc 3 tuổi.[58] năm lên 8 trở thành giảng viên đại học nhỏ tuổi nhất trên thế giới[59]
- Abdul Aleem Siddiqi thuộc lòng kinh Cô-ran năm 4 tuổi và diễn thuyết trong một nhà thờ Hồi giáo năm 8 tuổi.
- Mohammad Hossein Tabatabai, sinh 1991, có thể ngâm kinh Cô-ran năm 2 tuổi và thuộc lòng năm 5 tuổi, nhận bằng tiến sĩ đại học Coventry năm 1997[60] lúc 6 tuổi.

### Luật/triết học
- Jeremy Bentham học chữ Latin vào năm 3 tuổi vào đại học Oxford năm 12 tuổi.[61][62]
- Hugo Grotius năm 11 tuổi vào Đại học Leiden để học Joseph Scaliger, năm 15 tuổi được vua Henry IV của Pháp miêu tả là 'điều kỳ diệu của Hà Lan'.[63]
- Saul Kripke được mời nộp vào vị trí giảng viên Harvard khi còn đang học Trung học.[64][65]
- John Stuart Mill biết nhiều ngôn ngữ chết năm 8 tuổi và nghiên cứu triết học năm 12 tuổi.[66][67]
- Kathleen Holtz học đại học năm 10 tuổi và trường luật UCLA năm 15 tuổi và đậu vào luật sư đoàn California năm 18 tuổi.[68]
- Stephen A. Baccus học luật năm 14 tuổi và tốt nghiệp trường luật Đại học Miami năm 16 tuổi và đậu vào luật sư đoàn Miami năm 17 tuổi.[69][70]

### Ngôn ngữ/dịch thuật
- Asad Ullah Qayyum năm 7 tuổi có thể diễn thuyết bằng 12 ngôn ngữ.[71]
- John Barratier biết 6 ngôn ngữ năm 11 tuổi.[72]
- Jean-François Champollion biết nhiều ngôn ngữ chết năm 10 tuổi à đọc một bài báo quan trọng ở Viện hàn lâm Grenoble năm 16 tuổi.[73][74]
- Dorothea von Rodde-Schlözer (1770-1825) năm 16 tuổi thông thạo 9 ngôn ngữ: Pháp, Anh, Hà Lan, Thụy Điển, Ý, Latin, Tây Ban Nha, Hebrew và Hy Lạp cũng nhiều thành tích khác.
- William James Sidis nói được 8 ngôn ngữ lúc 8 tuổi.
- Thomas Young (nhà khoa học) nổi tiếng là vật lý, biết nhiều thứ tiếng khi còn nhỏ..[74][75][76]
- Wendy Vo nói lưu loát 11 ngôn ngữ năm 8 tuổi, soạn 44 bài hát và trở thành thành viên nhỏ tuổi nhất Hội tác giả và nhà xuất bản Hoa Kỳ (ASCAP).[77]
- William Wotton có thể đọc tiếng Anh, Latin, Hy Lạp và Hebrew năm 5 tuổi, tốt nghiệp đại học Cambridge năm 13 tuổi biết thêm thứ tiếng và có kiến thức tốt về lô-gích học, triết học, toán học, địa lý học, niên biểu học và lịch sử.[78]

## Thể thao
- Fu Mingxia là tay đua[79][80] và đạt huy chương vàng Olympic năm 13 tuổi.
- Michelle Wie[81]
- Wayne Gretzky năm 10 tuổi đạt điểm (378 goals và 139 assists) trong chỉ 85 games ở môn trượt băng.
- Ricky Rubio trở thành cầu thủ bóng rỗ chuyên nghiệp năm 13 tuổi và trở thành cầu thủ nhỏ tuổi nhất có huy chương Olympic 2008 khi 17 tuổi thời điểm đó.
- Tiger Woods chơi golf lúc 2 tuổi.
- Jahangir Khan thần đồng môn bóng quần.
- Amobi Okoye thần đồng bóng đá.
- Sachin Tendulkar thần đồng criket.
- Joey Logano tay đua trẻ nhất NASCAR từng tham gia Daytona 500 (tuổi 18) và giành giải NASCAR Race (Lenox Industrial Tools 301 ở New Hampshire Motor Speedway tuổi 19).
- Freddy Adu (sinh.1989) cầu thủ bóng đá ký hợp đồng chuyên nghiệp đầu tiên năm 14 tuổi.

## Game
- Bobby Fischer giành chức vô địch cờ vua Hoa Kỳ năm 14 tuổi và đạt danh hiệu Grandmaster trong vòng tranh giải vô địch thế giới năm 15 tuổi, giữ danh hiệu vô địch thế giới từ 1972-1975.
- Samuel Reshevsky thần đồng cờ vua.
- Fabiano Caruana Grandmaster trẻ nhất Hoa Kỳ và Ý (hai quốc tịch) năm 2007 vào năm.[82]
- José Raúl Capablanca là một trong những kỳ thủ hay nhất mọi thời đại.[83]
- Cho Hunhyun kỳ thủ cờ Go năm 9 tuổi.[84]
- Willie Mosconi, nickname "Mr. Pocket Billiards," chơi cờ với các kỳ thủ chuyên nghiệp năm 6 tuổi.[85]
- Ronnie O'Sullivan, thần đồng bi-a[86] là người nhỏ tuổi nhất đạt giải trong một sự kiện xếp hạng năm 17 tuổi.
- Judith, Zsuzsa, và Zsófia Polgár là những thần đồng cờ vua.
- Nicholas Nip là kỳ thủ đại danh hiệu Chess Master Liên đoàn cờ vua Hoa Kỳ với số điểm 2207 năm 9 tuổi, 11 tháng và 26 ngày.
- Joshua Waitzkin thần đồng cờ vua năm 6 tuổi hiện là võ sư thái cực quyền, nổi tiếng nhờ bộ phim Searching for Bobby Fischer.
- Victor De Leon III (hoặc Lil Poison) trở thành game thủ chuyên nghiệp nhỏ tuổi nhất lúc 6 tuổi. Cậu được liệt kê trong Sách Guinness kỷ lục thế giới 2008 và 2009. Năm 9 tuổi, cậu đứng hạng nhất trong một cuộc thi có hơn 3500 người tham gia.